# Halenia
Halenia é um género botânico pertencente à família Gentianaceae.

## Espécies
1. ↑  «Halenia — World Flora Online». www.worldfloraonline.org. Consultado em 19 de agosto de 2020